# Városföld
Városföld község Bács-Kiskun vármegye Kecskeméti járásában.

## Fekvése
Városföld Bács-Kiskun vármegyében fekszik, Budapesttől mintegy 100, Kecskeméttől 10 kilométerre délkeleti irányban. A Duna-Tisza közi homokhátságon, a kiskunsági löszöshát területén helyezkedik el. Szántóföldjeinek felszíni talaja, kultúrrétege jó minőségű, gazdálkodás szempontjából járási szinten a legjobb minőségű földek találhatók itt.
A szomszédos települések: észak (és nyugat) felől Kecskemét, északkelet felől Nyárlőrinc, délkelet felől Kiskunfélegyháza, dél felől pedig Kunszállás; délnyugat felől, pontszerűen érintkezik még a közigazgatási területe Fülöpjakabéval is.

### Megközelítése
Közúton az ország bármely része felől nagyon jól megközelíthető, mivel közvetlenül a Budapest-Szeged közt húzódó 5-ös főút mentén fekszik és érinti a területét az M5-ös autópálya is (a sztráda  legközelebbi lehajtója Kecskemét déli részén található). A környező települések közül Fülöpjakabbal és Kunszállással az 5401-es út köti össze.
Vasúti megközelítés tekintetében ugyancsak kedvező adottságokkal rendelkezik, mivel a falun áthalad a Duna–Tisza köze egyik legnagyobb forgalmú vasúti fővonala, a Cegléd–Szeged-vasútvonal. A vasútnak két megállási pontja is van a település határain belül: a központ nyugati részén Városföld vasútállomás, a déli határszélén, a névadó településhez némileg már közelebb Kunszállás megállóhely. Városföld állomás csak önkormányzati utakon érhető el, a kunszállási megálló az 5401-es út vasúti keresztezésének északi oldalán található.

## Története
A falu története szinte elválaszthatatlanul kapcsolódik Kecskemét városéhoz, így a terület akárcsak a mai megyeszékhely hajdan a királyi korona birtokában volt, s a 14. és a 15. század első felében a magyar királynék javadalmához tartozott. Városföld puszta a kezdetektől fogva Kecskemét város örökös tulajdona volt, amelyet a város pénzért el nem adott, csak megfelelő árendáért, művelésre. A „Városföld” elnevezés a 17. század második felében felbukkanó szó a városhatár délkeleti részének megjelölésére szolgált, s a későbbi időben vált általános használatúvá. Városföld pusztán már az 1780-as években – és azt megelőzően is – volt tanyás gazdálkodás.
Városföld 1952 óta önálló település, 1983-ig a Kecskeméti járás része, majd ezt követően Kecskemét városkörnyék községeihez tartozott. 1990 óta Városföldnek is önálló önkormányzata van.

## Közélete

### Polgármesterei
- 1990–1994: Szabóné Gyenes Zsuzsa (független)[3]
- 1994–1998: Göblyös Ferenc (független)[4]
- 1998–2002: Veszelka Mihály (független)[5]
- 2002–2006: Veszelka Mihály (független)[6]
- 2006–2010: Veszelka Mihály (független)[7]
- 2010–2014: Veszelka Mihály (független)[8]
- 2014–2019: Veszelka Mihály József (független)[9]
- 2019–2024: Veszelka Mihály (független)[10]
- 2024– : Abonyi Roland (független)[1]

## Népesség
A település népességének változása:
| Lakosok száma | 2173 | 2158 | 2128 | 2149 | 2150 | 2149 | 2139 |
|               | 2013 | 2014 | 2018 | 2021 | 2022 | 2023 | 2024 |

A 2011-es népszámlálás során a lakosok 91,8%-a magyarnak, 0,7% németnek mondta magát (8,1% nem nyilatkozott; a kettős identitások miatt a végösszeg nagyobb lehet 100%-nál). A vallási megoszlás a következő volt: római katolikus 60,9%, református 5%, evangélikus 0,9%, görögkatolikus 0,2%, felekezeten kívüli 11,8% (20,5% nem nyilatkozott).
2022-ben a lakosság 92,8%-a vallotta magát magyarnak, 1% németnek, 0,3% cigánynak, 0,2% szerbnek, 0,1% románnak, 1,6% egyéb, nem hazai nemzetiségűnek (7% nem nyilatkozott; a kettős identitások miatt a végösszeg nagyobb lehet 100%-nál). Vallásuk szerint 36,2% volt római katolikus, 4,7% református, 0,9% evangélikus, 0,8% görög katolikus, 1,2% egyéb keresztény, 1,2% egyéb katolikus, 13,2% felekezeten kívüli (41,7% nem válaszolt).

## Nevezetességei
Szent József római katolikus templom: Városföldön sokáig nem volt templom, a miséket az iskola kistermében tartották. 1981-ben az egyház telket vásárolt a községben. A telekvásárlást 1983 októberében alapkőletétel követte. A templom építése 1984-ben kezdődött, felszentelésére 1987. május 3-án került sor.
A templomban elhelyezett oltár Tabajdi István fafaragó, a szentély-bútorok, az ajtók Bodacz Tibor asztalos-fafaragó keze munkáját dicsérik.

## Külső hivatkozások
- A község hivatalos honlapja